# 莫利亚诺威尼托
莫利亚诺威尼托（義大利語：Mogliano Veneto）是意大利威尼托大区特雷维索省的一个市镇。总面积46.15平方公里，人口28125人，人口密度609.4人/平方公里（2009年）。国家统计（ISTAT）代码为026043。

## 友好城市
- 法國 利雪